# Galahad (rose)
'Galahad' est un cultivar de rosier obtenu en 1986 par Michel Kriloff (1916-2010), fameux rosiériste d'Antibes. Il est baptisé du nom du personnage de Galahad, fils de Lancelot du Lac, et chevalier de la Table ronde.

## Description
Ce cultivar hybride de thé se présente sous la forme d'un buisson rond au feuillage dense et vert foncé, pouvant atteindre 120 à 150 cm de hauteur. Ses grandes fleurs sont blanches  le cœur ombré de crème, bien turbinées, pleines, les pétales ourlés, s'ouvrant en coupe. Elles sont parfumées avec des nuances d'anis. La floraison est remontante. 
'Galahad' tolère des températures à -15° C et préfère les situations ensoleillées. Il se plaît sous le climat méditerranéen. Il doit être taillé au tiers avant la fin de l'hiver. Il fait merveille comme buisson pour éclairer les massifs de la belle couleur immaculée de ses fleurs. 
Il est largement commercialisé surtout en France, en Italie et en Allemagne.
Cette variété est issue d'un croisement 'Micaëla' (hybride de thé, Kriloff, 1970) × 'Lara' (hybride de thé, Kriloff, 1967).